# سوسة فراشية
السوسة الفراشية (الاسم العلمي: Tinea) (بالإنجليزية: clothes moth)‏ هي جنس من الحشرات تتبع فصيلة السوسيات الفراشية من رتبة حرشفيات الأجنحة.

## أنواع السوسة الفراشية
- سوسة فراشية مألوفة
- سوسة فراشية كبريتية
- سوسة فراشية سفنسونية
- سوسة فراشية سوداء الرأس
- سوسة فراشية شائكة
- سوسة فراشية شاحبة
- سوسة فراشية شفانية
- سوسة فراشية فروية
- سوسة فراشية كهرمانية
- سوسة فراشية متفاوتة
- سوسة فراشية مسلحة
- سوسة فراشية مكللة
- سوسة فراشية منقارية
- سوسة فراشية منقطة
- سوسة فراشية مؤتلفة
- سوسة فراشية نيلية